# Kapuas
De rivier Kapuas (Indonesisch: 'Sungai Kapuas') ligt in West-Kalimantan. De rivier is ongeveer 1.143 kilometer lang. Daarmee is zij de langste rivier van Indonesië, en de belangrijkste rivier in het westelijke deel van Borneo. Tevens is ze de langste rivier ter wereld die door een eiland stroomt.